# くるみ割り人形 (2014年の映画)
『くるみ割り人形』（くるみわりにんぎょう）は、2014年11月29日に公開された日本の人形アニメーション映画。監督は増田セバスチャン。

## 概要
サンリオのハローキティ40周年記念作品として製作された本作は、1979年に公開された同名映画に、新たに編集と映像加工を施したデジタルリマスター再編集版として、2D/3Dで上映された。画面対比も16:9のハイビジョンサイズに統一されている。
随所に挿入されるバレエシーンが省略されている他、3D映像の特性を生かした新規カットを挿入するなど、ストーリーを再構築することでホフマンの原作童話により近づく構成になった。
2014年、ルミエール・ジャパン・アワードのアニメーション部門で作品賞を受賞。

## ストーリー
うばわれた人形を追って、少女クララが迷い込んだのは、ふたつ頭の白ネズミの女王に呪いをかけられた【人形の国】。邪悪な魔法を解く鍵は、ひとりの少女の愛と命。

## 声の出演
- クララ - 有村架純
- フリッツ/フランツ - 松坂桃李
- シュヌルル王子 - 藤井隆
- 占い師 - 大野拓朗
- 王様 - 吉田鋼太郎
- 大臣 - 安蘭けい
- マリー姫 - 板野友美（友情出演）
- 婆や - 由紀さおり（特別出演）
- マウゼリンクス夫人 - 広末涼子
- ドロッセルマイヤー/不思議婆さん/人形遣い/時計商人 - 市村正親

## スタッフ
- 監督 - 増田セバスチャン
- 3D監督 - 三田邦彦
- 原作 - E.T.A.ホフマン『くるみ割り人形とねずみの王様』、P.I.チャイコフスキー 『くるみ割り人形』
- 製作 - サンリオ
- 製作総指揮・原案 - 辻信太郎
- エグゼクティブプロデューサー - 福嶋一芳 、 伊藤保人
- プロデューサー - 谷島正之
- 脚色 - 船曳真珠、吉田淑恵、増田セバスチャン、谷島正之
- 音楽 - 松本淳一
- 音楽プロデューサー - 安井輝
- 音楽ディレクター - 篠崎恵子
- 音響監督 - 岩浪美和
- 録音プロダクション - ACクリエイト
- 制作プロダクション - キュー・テック
- 企画・制作・配給 - アスミック・エース

## 主題歌
「おやすみ -extended mix-」
作詞・作曲・編曲 - 中田ヤスタカ / 歌 - きゃりーぱみゅぱみゅ
レコーディング当時の歌声だけを抜き出し、新たに作り替えた曲と融合させた作品のため、「おやすみ -extended mix-」と名付けられた。